# Caverna dos Ecos
A Caverna dos Ecos ou Gruta dos Ecos (CNC: GO_18) é  uma caverna descoberta em 1976 medindo 1725 metros de extensão e 150 metros de profundidade, localizada no município de Cocalzinho, em Goiás.
A Gruta dos Ecos possui como rocha de encaixe o micaxisto e o calcário e é onde se encontra um lago, onde suas águas claras produzem uma beleza rara. A caminhada feita obrigatoriamente com guias dura, em média, cinco horas e é comum a prática do rapel.
A Portaria IBAMA nº 014 de 23 de fevereiro de 2001  , interditou o uso turístico da Gruta dos Ecos – Goiás devido à degradação ocasionada pela atividade turística.